# DOOR (コブクロの曲)
『DOOR』（ドアー）は、日本のフォークデュオ、コブクロ9枚目のシングル。2004年5月12日発売。発売元はワーナーミュージック・ジャパン。

## 解説
- 前作『blue blue』以来、約8か月でのシングル。コブクロがインディーズ時代に歌っていた曲であり、インディーズ・アルバム『Root of my mind』（2000年）に「桜」と共に収録されている。
- 表題曲の「DOOR」は、黒田俊介が初めて作ったとされる曲で、2023年1月現在、表題曲が黒田作詞・作曲でのシングルはこのシングルのみである。
  - c/wでは「The Big Man's Blues」で黒田が作詞・作曲を担当している。なお、他のシングルは小渕作詞・作曲か2人の共作となっている。
- 「忘れてはいけないもの」は、のちに夏川りみが『歌さがし 〜リクエストカバーアルバム〜』の中でカバーしている。
- 勇気づけられる歌詞から、コブクロの楽曲の中でも特にスポーツ選手からの人気が高く、深津飛成は歌詞のタトゥーを体に入れており、岡林勇希、竹安大知らは自身の登場曲にしているほか、堂安律はバスを降りる際に聴いていると語っている。

## 収録曲
全曲編曲:笹路正徳
1. DOOR　作詞・作曲：黒田俊介
  - 福岡放送『アッコとマチャミの新型テレビ』テーマ
  - 奈良テレビ『高校野球奈良県大会中継』2007年度テーマソング
2. 忘れてはいけないもの　作詞・作曲：小渕健太郎
3. DOOR (Instrumental)
4. 忘れてはいけないもの (Instrumental)

## 楽曲の収録アルバム
- Root of my mind（#1、インディーズバージョン）
- MUSIC MAN SHIP（#1）
- ALL SINGLES BEST（#1、新録バージョン）
- ALL TIME BEST 1998-2018（#1、新録バージョン）

※「忘れてはいけないもの」はアルバム未収録

## ライブ映像・音源作品
| 曲名                 | 発売年 | 規格        | 作品名                                                          | 収録日         |
| -------------------- | ------ | ----------- | --------------------------------------------------------------- | -------------- |
| DOOR                 | 2000年 | VHS         | “絶風” 52.96 hectopascal                                        | 2000年8月20日  |
| DOOR                 | 2004年 | DVD         | コブクロ LIVE! GO! LIFE!                                        | 2003年12月30日 |
| DOOR                 | 2005年 | DVD         | KOBUKURO LIVE TOUR '04 "MUSIC MAN SHIP" FINAL                   | 2004年12月26日 |
| DOOR                 | 2007年 | DVD/Blu-ray | KOBUKURO LIVE TOUR '06 "Way Back to Tomorrow"FINAL              | 2006年12月3日  |
| DOOR                 | 2012年 | CD          | ALL SINGLES BEST 2 (初回限定盤B)                                | 2006年12月3日  |
| DOOR                 | 2015年 | DVD/Blu-ray | KOBUKURO LIVE TOUR 2015 "奇跡" FINAL at 日本ガイシホール        | 2015年8月30日  |
| DOOR                 | 2018年 | DVD/Blu-ray | KOBUKUROAD3 〜KOBUKURO FAN FESTA 2017〜                         | 2017年3月18日  |
| DOOR                 | 2018年 | DVD         | ALL TIME BEST 1998-2018 (初回限定盤DVD)                         | 2004年12月26日 |
| DOOR                 | 2020年 | DVD/Blu-ray | KOBUKURO 20TH ANNIVERSARY TOUR 2019 "ATB" at 京セラドーム大阪   | 2019年7月21日  |
| DOOR                 | 2023年 | DVD/Blu-ray | KOBUKUROAD6                                                     | 2021年11月28日 |
| DOOR                 | 2023年 | DVD/Blu-ray | KOBUKUROAD7                                                     | 2023年2月16日  |
| DOOR                 | 2024年 | DVD/Blu-ray | KOBUKURO LIVE TOUR 2023 "ENVELOP" FINAL at 東京ガーデンシアター | 2024年1月26日  |
| 忘れてはいけないもの |        |             | 未収録                                                          |                |